# Castell d'Aizpute
El Castell d'Aizpute va ser una propietat de l'Orde Livonià. El castell està situat en la ciutat d'Aizpute pertanyent al municipi d'Aizpute a la regió històrica de Curlàndia, a l'oest de Letònia. Va ser molt danyat durant la guerra polono-sueca (1600-1629).